# Pragien
| Systeem                                 | Serie         | Etage       | Ouderdom (Ma) |
| --------------------------------------- | ------------- | ----------- | ------------- |
| Carboon                                 | Mississippien | Tournaisien | jonger        |
| Devoon                                  | Boven         | Famennien   | 358,9–372,2   |
| Devoon                                  | Boven         | Frasnien    | 372,2–382,7   |
| Devoon                                  | Midden        | Givetien    | 382,7–387,7   |
| Devoon                                  | Midden        | Eifelien    | 387,7–393,3   |
| Devoon                                  | Onder         | Emsien      | 393,3–407,6   |
| Devoon                                  | Onder         | Pragien     | 407,6–410,8   |
| Devoon                                  | Onder         | Lochkovien  | 410,8–419,2   |
| Siluur                                  | Pridoli       | Pridoli     | ouder         |
| Indeling van het Devoon volgens de ICS. |               |             |               |

Het Pragien, ook wel Siegenien genoemd (Vlaanderen: Pragiaan of Siegeniaan), is de middelste etage in het Onder-Devoon, die een ouderdom heeft van 410,8 ± 2,8 tot 407,6 ± 2,6 Ma. Het Pragien ligt op het Lochkovien (ook Gedinien genoemd) en boven het Pragien komt het Emsien.

## Naamgeving en definitie
Het Pragien is genoemd naar de Tsjechische hoofdstad Praag.
De basis van het Pragien wordt gedefinieerd door het eerste voorkomen van de conodont Eognathodus sulcatus. De top wordt gedefinieerd door het eerste voorkomen van de conodont Polygnathus kitabicus (= Polygnathus dehiscens). De GSSP ligt in de steengroeve Valká Chuchle in het zuidwesten van Praag. In Noord-Amerika komt het Pragien overeen met de lokale etages Siegenian en Deerparkian.